# Romain Chauvet
Pour les articles homonymes, voir Chauvet.
 (février 2025).
La mise en forme du texte ne suit pas les recommandations de Wikipédia : il faut le « wikifier ».
Les points d'amélioration suivants sont les cas les plus fréquents :
- Les titres sont pré-formatés par le logiciel. Ils ne sont ni en capitales, ni en gras.
- Le texte ne doit pas être écrit en capitales (les noms de famille non plus), ni en gras, ni en italique, ni en « petit »…
- Le gras n'est utilisé que pour surligner le titre de l'article dans l'introduction, une seule fois.
- L'italique est rarement utilisé : mots en langue étrangère, titres d'œuvres, noms de bateaux, etc.
- Les citations ne sont pas en italique mais en corps de texte normal. Elles sont entourées par des guillemets français : « et ».
- Les listes à puces sont à éviter, des paragraphes rédigés étant largement préférés. Les tableaux sont à réserver à la présentation de données structurées (résultats, etc.).
- Les appels de note de bas de page (petits chiffres en exposant, introduits par l'outil «  Source ») sont à placer entre la fin de phrase et le point final[comme ça].
- Les liens internes (vers d'autres articles de Wikipédia) sont à choisir avec parcimonie. Créez des liens vers des articles approfondissant le sujet. Les termes génériques sans rapport avec le sujet sont à éviter, ainsi que les répétitions de liens vers un même terme.
- Les liens externes sont à placer uniquement dans une section « Liens externes », à la fin de l'article. Ces liens sont à choisir avec parcimonie suivant les règles définies. Si un lien sert de source à l'article, son insertion dans le texte est à faire par les notes de bas de page.
- La présentation des références doit suivre les conventions bibliographiques. Il est recommandé d'utiliser les modèles {{Ouvrage}}, {{Chapitre}}, {{Article}}, {{Lien web}} et/ou {{Bibliographie}}. Le mode d'édition visuel peut mettre en forme automatiquement les références.
- Insérer une infobox (cadre d'informations à droite) n'est pas obligatoire pour parachever la mise en page.

Pour une aide détaillée, merci de consulter Aide:Wikification.
Si vous pensez que ces points ont été résolus, vous pouvez retirer ce bandeau et améliorer la mise en forme d'un autre article.
Romain Chauvet est un journaliste franco-canadien basé en Espagne.

## Biographie
Après avoir été journaliste et animateur pour Radio-Canada, à Regina et Toronto, il commence une carrière de journaliste indépendant en Grèce. Il y couvrira les incendies historiques, le séisme en Turquie, les obsèques de Benoit XVI ou encore le couronnement de Charles III. Il est le correspondant de BFMTV en Grèce en 2023.

## Affaire en Grèce
Le 12 octobre 2023, alors qu’il s’apprête à couvrir le rapatriement de ressortissants canadiens en provenance d’Israël à l'aéroport d'Athènes, en Grèce, il est arrêté par les autorités. Accusé d’avoir lancé une fausse alerte à la bombe concernant cet avion, Romain Chauvet est placé en garde à vue pendant 24 heures. Il dément toutes les accusations. Il est ensuite condamné par un tribunal d’Athènes à six mois de prison avec sursis pour “diffusion de fausses informations”. Il est soutenu par plusieurs organismes de défense de la presse, comme RSF, qui y voit une atteinte à la liberté de la presse,. L'histoire est relayée dans plusieurs médias,,. 
Il fait appel de la décision. Plusieurs organismes de défense de la liberté de la presse, comme Reporters sans frontières (RSF), l'Association des journalistes canadiens (CAJ) et la Fédération des Journalistes Professionnels du Québec (FPJQ) appellent la justice grecque à acquitter le journaliste. Le 27 mars 2025, la Cour d'appel d'Athènes le déclare, à l'unanimité, non-coupable. Le journaliste est acquitté.